# McCook (Nebraska)
McCook je grad u američkoj saveznoj državi Nebraska. Prema popisu stanovništva iz 2010. u njemu je živjelo 7,698 stanovnika.